# وستا ویلیامز
وستا ویلیامز (انگلیسی: Vesta Williams؛ ۱ دسامبر ۱۹۵۷ – ۲۲ سپتامبر ۲۰۱۱) یک موسیقی‌دان اهل ایالات متحده آمریکا بود.
از فیلم‌ها یا برنامه‌های تلویزیونی که وی در آن نقش داشته‌است می‌توان به گروه تعقیب اشاره کرد.